# Erigorgus lateralis
Erigorgus lateralis är en stekelart som först beskrevs av Brulle 1846.  Erigorgus lateralis ingår i släktet Erigorgus och familjen brokparasitsteklar. Inga underarter finns listade i Catalogue of Life.